# Blindia caespiticia
Blindia caespiticia là một loài rêu trong họ Seligeriaceae. Loài này được (F. Weber & D. Mohr) Müll. Hal. mô tả khoa học đầu tiên năm 1853.

## Hình ảnh

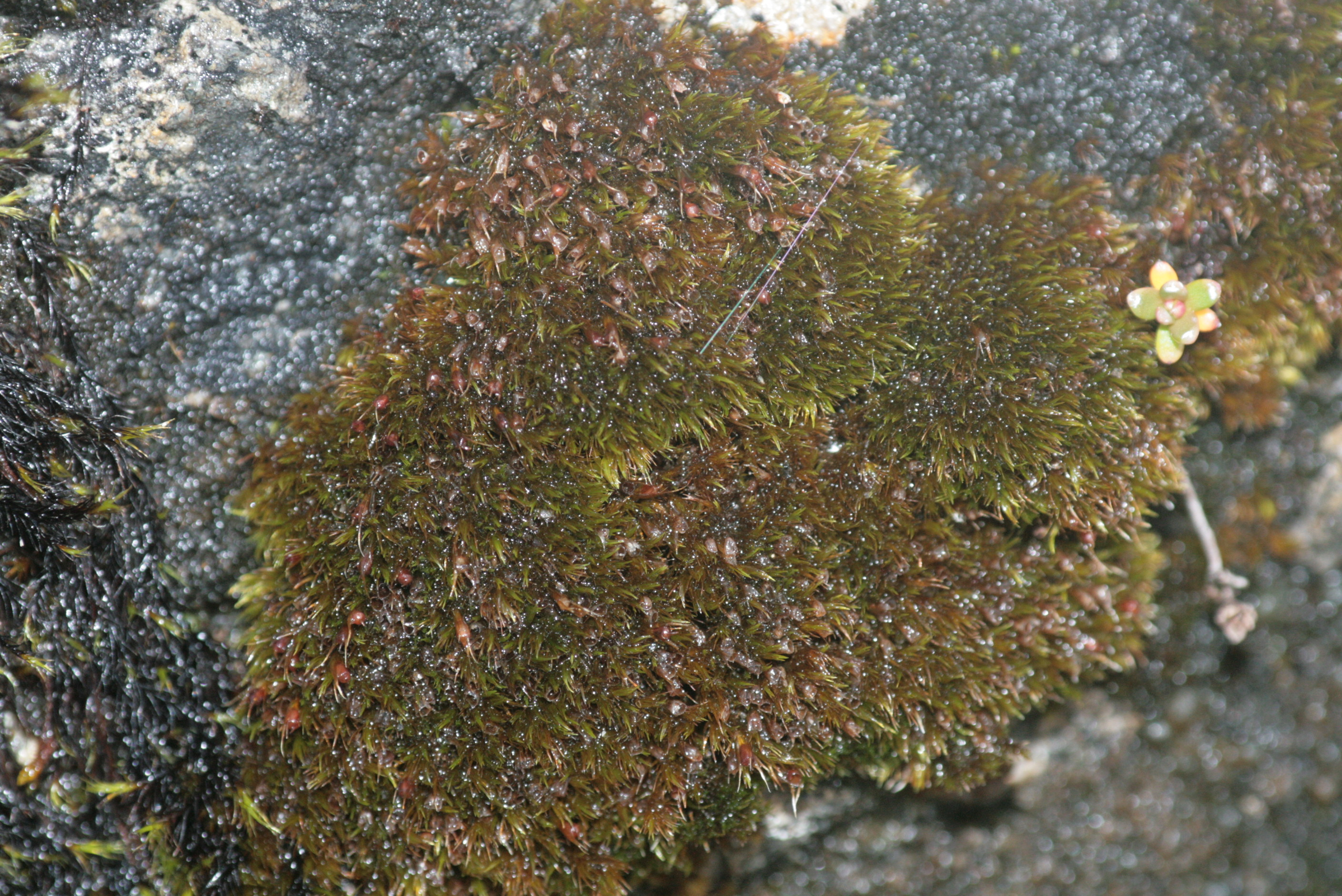
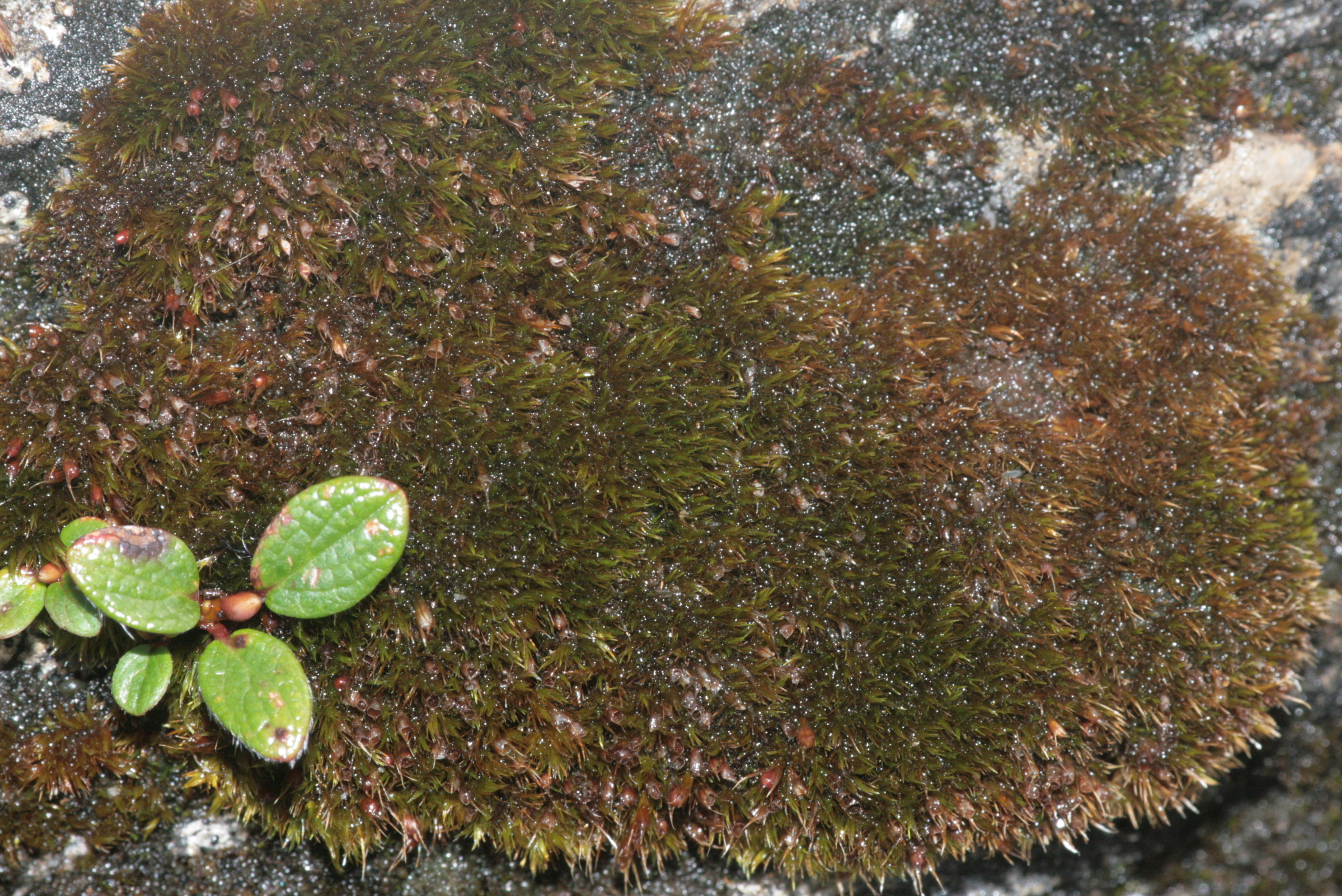
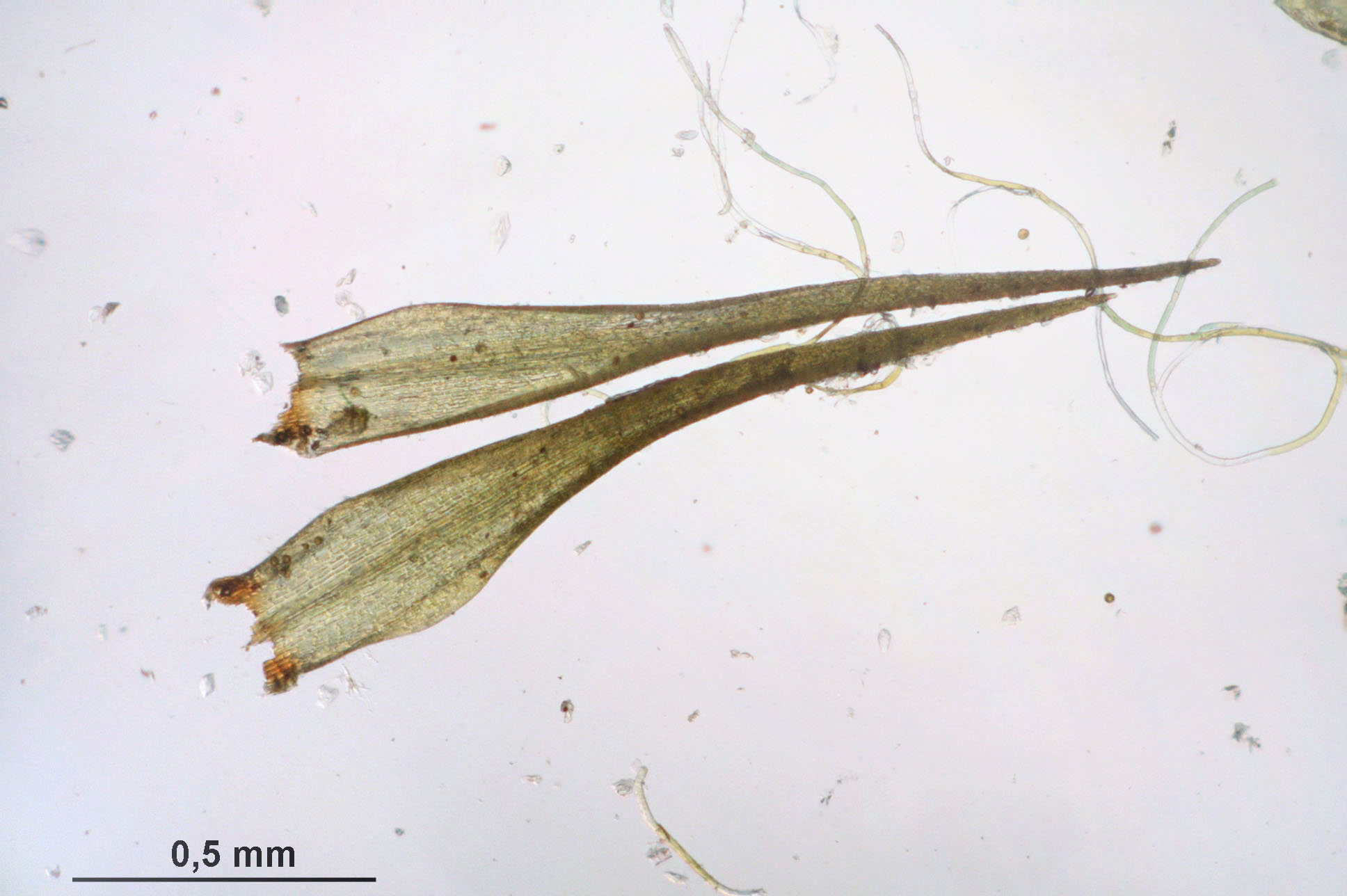
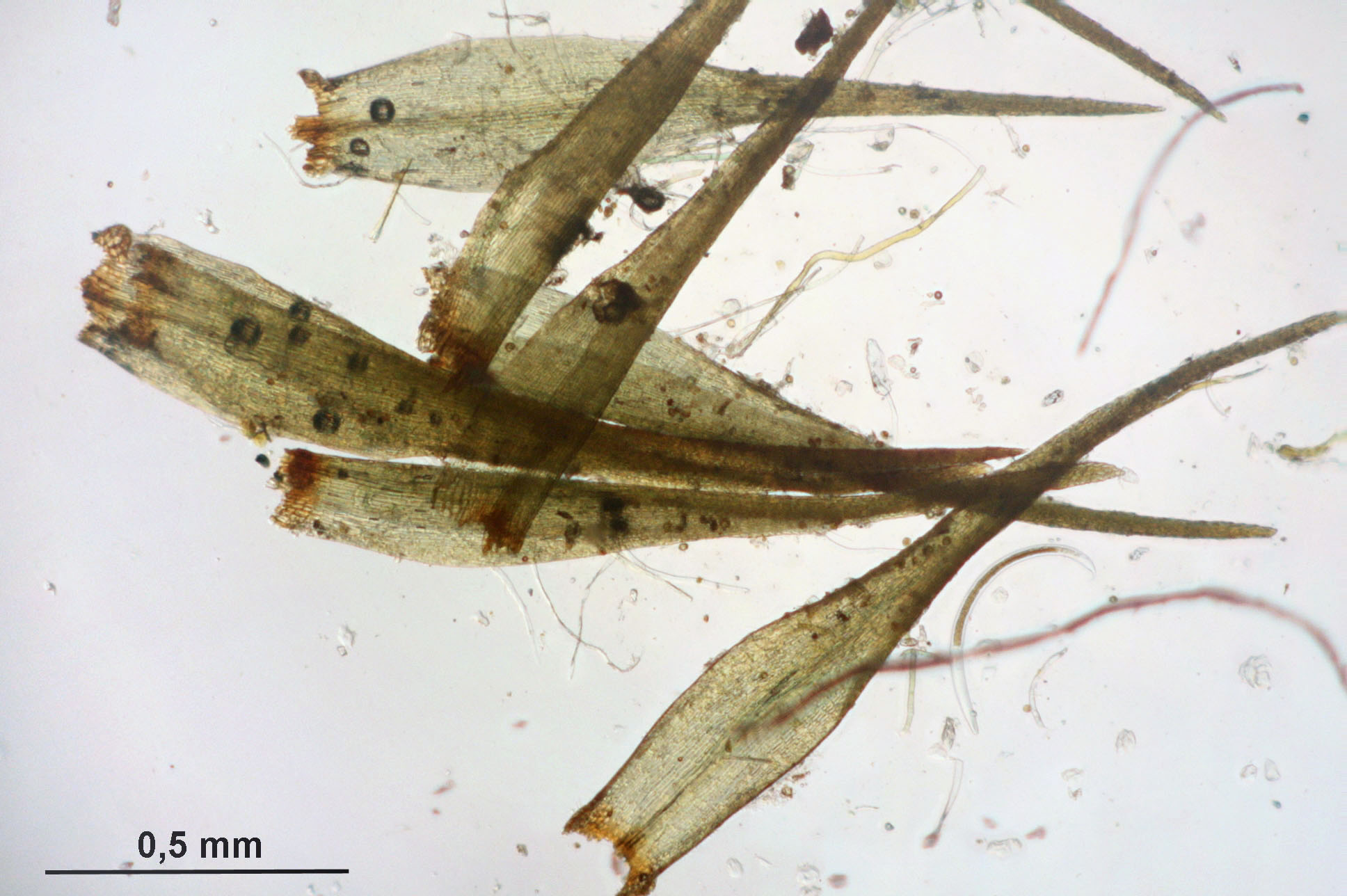